# ハーディングアカデミー (アーカンソー州)
ハーディングアカデミー（Harding Academy）は、1924年に創立された、アメリカ合衆国アーカンソー州サーシーにある私立学校である。Pre-K（幼稚園）及びK-12（幼稚園の年長から12年生まで）に、588人の生徒が在籍している。
同校はハーディング大学の付属校であり、大学同様チャーチ・オブ・クライスト系のクリスチャンスクールである。
同名の学校がテネシー州メンフィス及びテネシー州ナッシュビル近郊に存在するが、提携関係にはない。

## 概要
校舎はハーディング大学敷地内に位置しており、大学とフットボールスタジアム等一部の施設を共有している。
毎登校日の朝には礼拝が行われ、中等部・高等部（7年生から12年生）の礼拝と初等部（1年生から6年生）の２回行われる。また、毎朝礼拝の後に聖書の授業があり、初等部以上の生徒は全員受講する。

## 課外活動

### ロボティックス
ハーディングアカデミーのロボティックスチーム「Breakaway 3937」は2011年より活動しており、高校生向けのロボットコンテストの一つであるFIRST Robotics Competitionに毎年参加している。チーム名は常識を覆す（Breaking from the norm）という意味が込められている。2014年以降度々地区大会で優勝している。またハーディング大学の体育館でアーカンソー地区大会やその他非公式な親善試合を主催することもある。

#### 優勝した地区大会の一覧[6]
- 2014年「Bayou Regional」「Arkansas Regional」
- 2015年「Bayou Regional」
- 2017年「Bayou Regional」
- 2023年「Rocket City Regional」
- 2024年「Arkansas Regional」

また、2020年に新型コロナウイルス感染症が拡大した際にはライス大学と提携し、地元の医療機関のためフェイスシールドやマスク、また自家製の人工呼吸器などの開発を行い貢献した。

### スポーツ
ハーディングアカデミーはアーカンソースポーツ協会（Arkansas Activities Association、以下AAA）に所属しており、同協会の主催するトーナメントに出場している。チームのマスコットはワイルドキャット（ヤマネコ）で、チームの色は赤と白である。

#### フットボール
同校の高等部のフットボールチームは近年アーカンソー州チャンピオンの常連校となっており、特にこの5年間においては2022年を除く4回アーカンソー州チャンピオンに輝いている。また同州では学校の規模に応じてリーグわけが行われているが、2022年にはリーグ3Aから4Aへ移動したにもかかわらず好成績が続いており2024年にはリーグ5Aへ再び移動している。

#### バスケットボール
同校の高等部男子バスケットボールチームは2013年と2021年にアーカンソー州チャンピオンに輝いている。

#### その他のスポーツ[18]
- クロスカントリー競走
- 女子バレーボール
- ゴルフ
- テニス
- 女子チアリーディング
- サッカー
- 陸上
- 女子ソフトボール
- 男子野球

### コーラス
同校のコーラスチームは年に数度コンサートを行い、ハーディング大学や他の学校のコーラスと共演することもある。また、数年に一度ニューヨークのカーネギーホールへ遠征しコンサートに参加している実績がある。

### アートクラブ
同校のアートクラブは校内のイベント時にデコレーションを作成することで同校に貢献している。また、同クラブは毎年冬季にシカゴへ遠征を行い、生徒たちが直接芸術を鑑賞できる機会を作っている。